# Oreopanax lehmannii
Oreopanax lehmannii är en araliaväxtart som beskrevs av Hermann Harms. Oreopanax lehmannii ingår i släktet Oreopanax och familjen Araliaceae. Inga underarter finns listade.